# Jeff Burr
Jeff Burr (Aurora, 18 luglio 1963 – Dalton, 10 ottobre 2023) è stato un regista, attore e sceneggiatore statunitense.

## Biografia
Jeff Burr frequentò l'Università della Carolina del Sud in tre anni, dove conobbe parecchi ragazzi che aspiravano a diventare registi come Kevin Meyer. Nel 1982, Jeff e Kevin diressero assieme il loro primo film Divided We Fall. Bisogna aspettare il 1987 per vedere dirigere da solo Jeff in Il villaggio delle streghe. Successivamente lavorò a pellicole tutte sul genere horror, con buoni risultati.

## Filmografia

### Regista
- Divided We Fall (1982)
- Il villaggio delle streghe (The Offspring) (1987)
- Il patrigno II (Stepfather II) (1989)
- Non aprite quella porta - Parte 3 (Leatherface: Texas Chainsaw Massacre III) (1990)
- Land of the Lost – serie TV (1991)
- Eddie Presley (1992)
- Il ritorno dei giocattoli assassini (1993)
- Giocattoli assassini - Scontro finale (1994)
- Pumpkinhead II: Blood Wings (1994)
- Night of the Scarecrow (1995)
- Big Bad Beetleborgs – serie TV, 3 episodi (1996)
- American Hero (1997)
- Johnny Mysto: Boy Wizard (1997)
- The Werewolf Reborn! (1998)
- Spoiler (1998)
- The Boy with the X-Ray Eyes (film) (1999)
- Phantom Town (1999)
- Frankenstein & the Werewolf Reborn (2000)
- Mil Mascaras vs. the Aztec Mummy (2005)
- Straight Into Darkness (2005)
- Devil's Den (2006)

### Attore
- Eddie Presley (1987)
- Things (1993)
- Saturday Night Special (1994)
- Fear of a Black Hat (1994)
- High Tomb (1995)
- With Criminal Intent (1995)
- The Boy with the X-Ray Eyes (film) (1999)
- Phantom Town (1999)
- Witchouse II: Blood Coven (2000)
- Dark asylum - Il trucidatore (Dark Asylum) (2001)
- Zombiegeddon (2003)
- Creepies 2 (2005)
- The Mangler Reborn (2005)
- Have Love, Will Travel (film) (2007)
- Women's Murder Club – serie TV, 1 episodio (2008)
- The Curse of Lizzie Borden 2: Prom Night (2008)

### Sceneggiatore
- Il villaggio delle streghe (The Offspring) (2008)
- The Boy with the X-Ray Eyes (1999)
- Straight Into Darkness (2005)